# David Onley
David Charles Onley (Midland, Ontario, 12 de junio de 1950-14 de enero de 2023) fue un locutor, reportero, novelista y político canadiense que se desempeñó como el vigésimo octavo vicegobernador de Ontario desde 2007 hasta 2014.
Antes de su nombramiento virreinal, Onley era periodista de televisión. Trabajó principalmente para Citytv como reportero meteorológico, antes de pasar a cubrir historias de ciencia y tecnología. Posteriormente, trabajó con la estación de noticias de 24 horas CablePulse 24 como presentador de noticias y presentador de una serie semanal de tecnología, Home Page. Autor publicado, fue presidente fundador de la Aerospace Heritage Foundation of Canada.
Su mandato de siete años como vicegobernador de Ontario lo convierte en el tercer virrey con más años de servicio en la provincia desde la Confederación, detrás de su sucesora Elizabeth Dowdeswell (2014-presente) y Albert Edward Matthews (1937-1946).

## Primeros años
David Charles Onley nació en Midland, Ontario el 12 de junio de 1950, y se crio en West Hill en Orchard Park Drive en Scarborough, ahora parte de Toronto. Fue educado en la Universidad de Toronto Scarborough, se desempeñó como presidente del consejo estudiantil y se graduó con una licenciatura en ciencias políticas.
Comenzando a la edad de tres años, Onley luchó contra la polio, lo que resultó en una parálisis parcial. Sin embargo, como resultado de una extensa fisioterapia, recuperó el uso de sus manos y brazos, y el uso parcial de sus piernas. Onley podía caminar usando aparatos ortopédicos para las piernas y bastones o muletas, pero en general prefería moverse usando su scooter eléctrico. Pudo conducir un automóvil usando controles manuales para acelerar y frenar.

## Carrera
Onley comenzó su carrera en la radio, presentando un programa científico semanal para la estación de radio CFRB de Toronto, y posteriormente se unió a la cadena CKO en 1983. Luego se unió a Citytv en 1984 como meteorólogo, cargo que ocupó hasta 1989.
 
De 1989 a 1995, fue el primer presentador de noticias en el entonces nuevo Breakfast Television, el programa matutino de Citytv. Se desempeñó como especialista en educación para Citytv y CablePulse 24 de 1994 a 1999. Onley se convirtió en presentador de CP24, cuando la estación se lanzó en 1999, y presentó y produjo Home Page en CP24. 
Fue una de las primeras personalidades de la televisión al aire de Canadá con una discapacidad visible;  usó un dispositivo de movilidad debido a su parálisis. Las tomas de la cámara comenzaron con solo tomas de la parte superior del cuerpo, pero Onley exigió que la toma lo incluyera a él en su dispositivo de movilidad. En honor a sus contribuciones al avance de los problemas de discapacidad en Canadá, recibió premios del Salón de la Fama de Terry Fox en 1997, y el premio Courage to Come Back del Instituto Clarke. Fue nombrado Presidente del Consejo Asesor de Normas de Accesibilidad del Ministro de Servicios Sociales y Comunitarios en 2005. Fue incluido en el Paseo de la Fama de Scarborough en 2006.
Onley escribió Shuttle: A Shattering Novel of Disaster in Space, una novela superventas sobre viajes espaciales, publicada en 1981. Fue nominado por Periodical Distributors of Canada como libro del año. Fue presidente fundador de la Aerospace Heritage Foundation of Canada.
Onley volvió a sus raíces actorales, con un cameo en la sexta temporada de la serie de televisión canadiense Murdoch Mysteries. El episodio, "El fantasma de Queens Park" se emitió en Canadá el 25 de febrero de 2013. En ella interpretó al octavo teniente gobernador de Ontario, Sir Oliver Mowat.

## Como teniente gobernador

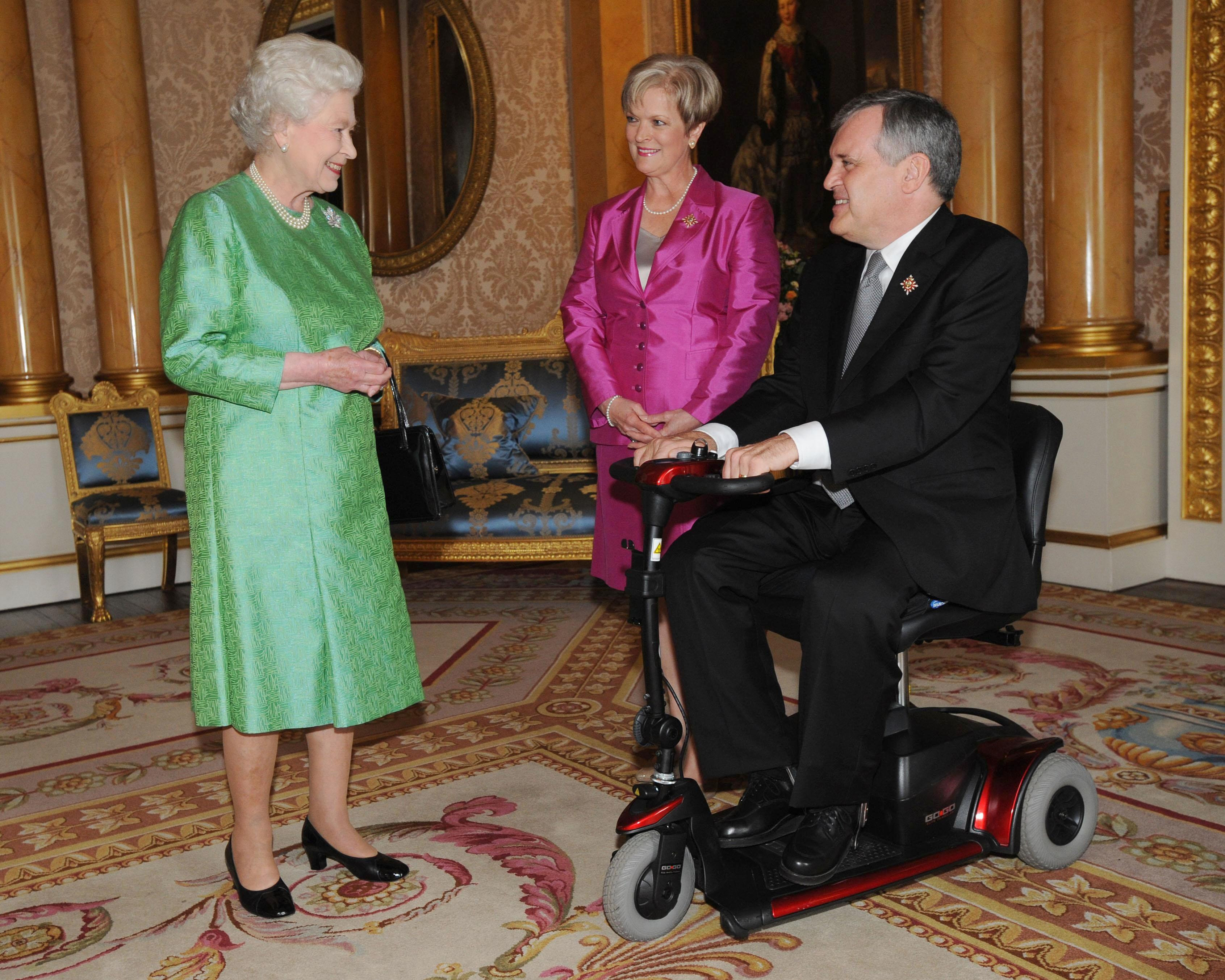
La reina Isabel II celebra una audiencia con el vicegobernador de Ontario, David C. Onley, en el Palacio de Buckingham, 2008

El nombramiento de Onley como vicegobernador se anunció el 10 de julio de 2007; se le informó en privado de esto después de una grabación del 4 de julio de 2007 de Home Page: "Acababa de llegar a la cima de Don Valley Parkway... y no había lugar para detenerse. Y cuando llama el Primer Ministro de su país, todo lo que puede intentar hacer es permanecer en el mismo carril, evitar cualquier choque y tener una conversación significativa, lo cual hice".
Prestó juramento el 5 de septiembre de 2007 en Queen's Park en Toronto. Como el primer vicegobernador discapacitado de la provincia, Onley dijo que usaría su posición virreinal para ayudar a eliminar las barreras físicas para los 1,5 millones de personas discapacitadas de Ontario, así como para centrarse en otros problemas que afectan a las personas discapacitadas, incluidos los obstáculos al empleo y la vivienda. Onley también declaró, en su discurso de instalación, que ampliaría las iniciativas de alfabetización de las Primeras Naciones de su predecesor inmediato, James Bartleman, con el objetivo de ver computadoras en los escritorios de todos los estudiantes en las escuelas del norte. Para su instalación, Onley se acercó a la legislatura en su patinete eléctrico, sin embargo subió al Trono a pie, utilizando aparatos ortopédicos para las piernas y bastones . Onley también viajó a China para representar a la Reina ya Canadá en la ceremonia inaugural de los Juegos Paralímpicos de Verano de 2008. Onley pronunció su último discurso desde el trono ante la Asamblea Legislativa de Ontario el 3 de julio de 2014; su último día completo en el cargo fue el 22 de septiembre de 2014 y su sucesor prestó juramento la tarde siguiente.
Onley y su esposa residieron en su casa de Scarborough durante su mandato virreinal, ya que Ontario es una de las tres provincias que no tiene una residencia virreinal oficial.
Durante el mandato de Onley, participó en 2550 compromisos, durante los cuales habló ante una audiencia estimada de más de un millón de personas.

## Vida posvirreinal
Onley fue nombrado profesor titular en el Departamento de Ciencias Políticas de la Universidad de Toronto Scarborough, su alma mater. Su nombramiento comenzó el 1 de octubre de 2014. También se desempeñó como Embajador Especial de la Universidad para los Juegos Panamericanos y Parapanamericanos de 2015.

## Vida personal y muerte
Onley estaba casado con Ruth Ann Onley, una intérprete de música cristiana. Tienen tres hijos, Jonathan, Robert y Michael. A fines de 2019, Onley fue trasladado de urgencia a emergencias después de que un escáner cerebral revelara que tenía un tumor del tamaño de una naranja en la parte frontal del cerebro, que se eliminó con éxito.
David Onley murió el 14 de enero de 2023, a la edad de 72 años. Le sobreviven su esposa y tres hijos.

## Honores y premios
| País   | Premio u orden    | Clase o puesto                                                                              | Año       | Cita(s)       |
| ------ | ----------------- | ------------------------------------------------------------------------------------------- | --------- | ------------- |
| Canadá | Orden de Canadá   | Miembro                                                                                     | 2016-2023 | [ 18 ] [ 19 ] |
| Canadá | Orden de Ontario  | Canciller                                                                                   | 2007-2014 |               |
| Canadá | Orden de Ontario  | Miembro                                                                                     | 2014-2023 |               |
| Canadá | Orden de San Juan | Viceprior de la Orden de San Juan en Ontario (2007-2014), Caballero de Justicia de la Orden | 2007-2023 | [ 20 ]        |

| País   | Organización                                               | Premio o puesto                             | Año       | Citación |
| ------ | ---------------------------------------------------------- | ------------------------------------------- | --------- | -------- |
| Canadá | Fundación Canadiense para Personas con Discapacidad Física | Premio Rey Clancy                           | 1992      |          |
| Canadá | Asociación de Mujeres Maestras de Scarborough              | Premio a la Excelencia en Radiodifusión     | 1992      | [ 21 ]   |
| Canadá | Instituto Clarke                                           | Premio Coraje para Volver                   | 1996      |          |
| Canadá | Salón de la fama de Terry Fox                              | Miembro                                     | 1997-2023 | [ 4 ]    |
| Canadá | Universidad de Toronto                                     | Premio Impacto Positivo                     | 2001      | [ 21 ]   |
| Canadá | Ciudad de Scarborough                                      | Miembro del Paseo de la Fama de Scarborough | 2006-2023 | [ 4 ]    |
| Canadá | Escuela Secundaria Católica Nuestra Señora de Lourdes      | Premio Nacional de Liderazgo                | 2009      | [ 22 ]   |

| Honores académicos |                                     |                                     |                   |               |
| \| País \| Organización \| Premio o puesto \| Año \| Citación \| \| ------ \| ----------------------------------- \| ----------------------------------- \| ----------------- \| -------- \| \| Canadá \| Colegio cristiano de Canadá \| Doctor en Derecho (honoris causa) \| fecha desconocida \| [23] \| \| Canadá \| Colegio Centenario \| Miembro Honorario \| 2003-2023 \| [21] \| \| Canadá \| Universidad de Guelph-Humber \| Doctor en Derecho (honoris causa) \| 2008 \| [21] \| \| Canadá \| Universidad de Windsor \| Doctor en Derecho (honoris causa) \| 2008 \| [21] \| \| Canadá \| Universidad de Ontario Occidental \| Doctor en Derecho (jure dignitatis) \| 2008 \| [21][24] \| \| Canadá \| universidad nipissing \| Doctor en Educación (honoris causa) \| 2009 \| [25][26] \| \| Canadá \| Universidad de Toronto \| Doctor en Derecho (honoris causa) \| 2009 \| [27][28] \| \| Canadá \| Universidad de York \| Doctor en Derecho (honoris causa) \| 2009 \| [29] \| \| Canadá \| Universidad de Carleton \| Doctor en Derecho (honoris causa) \| 2011 \| [30] \| \| Canadá \| Sociedad de Derecho del Alto Canadá \| Doctor en Derecho (honoris causa) \| 2013 \| [31] \| |                                     |                                     |                   |               |
| País | Organización                        | Premio o puesto                     | Año               | Citación      |
| Canadá | Colegio cristiano de Canadá         | Doctor en Derecho (honoris causa)   | fecha desconocida | [ 23 ]        |
| Canadá | Colegio Centenario                  | Miembro Honorario                   | 2003-2023         | [ 21 ]        |
| Canadá | Universidad de Guelph-Humber        | Doctor en Derecho (honoris causa)   | 2008              | [ 21 ]        |
| Canadá | Universidad de Windsor              | Doctor en Derecho (honoris causa)   | 2008              | [ 21 ]        |
| Canadá | Universidad de Ontario Occidental   | Doctor en Derecho (jure dignitatis) | 2008              | [ 21 ] [ 24 ] |
| Canadá | universidad nipissing               | Doctor en Educación (honoris causa) | 2009              | [ 25 ] [ 26 ] |
| Canadá | Universidad de Toronto              | Doctor en Derecho (honoris causa)   | 2009              | [ 27 ] [ 28 ] |
| Canadá | Universidad de York                 | Doctor en Derecho (honoris causa)   | 2009              | [ 29 ]        |
| Canadá | Universidad de Carleton             | Doctor en Derecho (honoris causa)   | 2011              | [ 30 ]        |
| Canadá | Sociedad de Derecho del Alto Canadá | Doctor en Derecho (honoris causa)   | 2013              | [ 31 ]        |

### Barra de la cinta
| Cinta | Descripción                                                 | Fecha | notas                        |
|       | Orden de Canadá                                             | 2016  | Miembro (CM)                 |
|       | Orden de San Juan                                           | 2007  | Caballero de Justicia (KStJ) |
|       | Orden de Ontario                                            | 2007  | Miembro (OOnt)               |
|       | 125 Aniversario de la Medalla de la Confederación de Canadá | 1992  |                              |
|       | Medalla del Jubileo de Diamante de la Reina Isabel II       | 2012  | Versión canadiense           |

### Otras distinciones
- Se desempeñó como Coronel del Regimiento de los Rangers de York de la Reina en su calidad de Teniente Gobernador.
- Fue Coronel Honorario de la 25.ª Ambulancia de Campo a título personal.
- Midland tiene un David Onley Park, dedicado en su 63 cumpleaños (12 de junio de 2013).[32]